# Мантинада
Мантинада (греч . μαντινάδα), множественное число мантинады (μαντινάδες) — искусство музыкальной декламации (речитатива) в форме повествования или диалога, исполняемого в ритме сопровождающей музыки. Характерны для нескольких регионов Греции, особенно для острова Крит, где мантинады исполняются под аккомпанемент критской лиры и критского лауто (струнный инструмент, напоминающий лютню). Слово происходит от венецианского «матинада», что означает «утренняя песня».
Типичная матинада состоит из критских рифмованных куплетов, часто импровизированных, сопровождающихся танцевальной музыкой. Рифмованная критская поэзия эпохи Возрождения, особенно стихотворный эпос Эротокрит, напоминает мантинаду, а куплеты из Эротокрита использовались как мантинады. Темой мантинад является либо любовь, либо сатира. Они неизменно составлены в стихах "декапендасиллавос" (пятнадцатисложный- пятнадцати слоговый) и часто являются антифонными, то есть стих вызывает отклик, который ведёт к другому отклику и т. д.